# J-Son
J-Son (* 27. April 1985; eigentlich Julimar Santos Oliveira Neponuceno) ist ein brasilianischer Rapper, Sänger und Songwriter.

## Karriere
J-Son wurde in einem armen Dorf in der Nähe von Bahia, Brasilien geboren. Der heutige Rapper zog im Alter von fünf Jahren mit seiner Mutter nach Stockholm und wuchs dort in einem musikalischen Elternhaus auf.
Schon in seiner Jugend entdeckte er seine Leidenschaft als Hip-Hopper.
Er lebt zurzeit in Göteborg und begann seine Karriere im Jahre 2008 mit den Songs Lookie Lookie und Pretty Boy bei dem Label EMI Music Publishing.
Im November 2008 veröffentlichte er sein erstes Album Never Half Stepping. Es erreichte in den schwedischen Charts Platz 48.
J-Son produzierte unter anderem die Songs Extacy (50 Cent) und Loser (Lil Wayne). Im Mai 2009 erschien dann seine dritte Single My Window, die er mit der Sängerin Yaiya aufnahm. Darauf folgten Singles wie Head in the Sky oder Destination Sky.
Er erreichte 2010 mit Mischa Daniels mit dem Song Where You Wanna Go Platz 50 der belgischen Charts und im Sommer 2011 mit Eric Saade und dem Song Hearts in the Air Platz 2 der schwedischen Charts.
Seine erste Nummer-1-Single trägt den Namen Single Ladies. Sie wurde mit dem Schweizer House-DJ Remady und dem Sänger Manu-L aufgenommen und erreichte in der dritten Woche Platz 1 der Schweizer Hitparade. Er selber sagt: Ich möchte nicht als Rap-Künstler bezeichnet werden, ich bin ein Musiker und kein Rapper. Ich mache alle Arten von Musik.

## Diskografie

### Alben
| Jahr | Titel Musiklabel                         | Höchstplatzierung, Gesamtwochen, AuszeichnungChartplatzierungen (Jahr, Titel, Musiklabel, Platzierungen, Wochen, Auszeichnungen, Anmerkungen) | Höchstplatzierung, Gesamtwochen, AuszeichnungChartplatzierungen (Jahr, Titel, Musiklabel, Platzierungen, Wochen, Auszeichnungen, Anmerkungen) | Höchstplatzierung, Gesamtwochen, AuszeichnungChartplatzierungen (Jahr, Titel, Musiklabel, Platzierungen, Wochen, Auszeichnungen, Anmerkungen) | Höchstplatzierung, Gesamtwochen, AuszeichnungChartplatzierungen (Jahr, Titel, Musiklabel, Platzierungen, Wochen, Auszeichnungen, Anmerkungen) | Anmerkungen                            |
| Jahr | Titel Musiklabel                         | DE | AT | CH | SE | Anmerkungen                            |
| ---- | ---------------------------------------- | --- | --- | --- | --- | -------------------------------------- |
| 2008 | Never Half Stepping EMI Music Publishing | — | — | — | SE48 (1 Wo.)SE | Erstveröffentlichung: 7. Dezember 2008 |

### Singles
| Jahr | Titel Album                   | Höchstplatzierung, Gesamtwochen, AuszeichnungChartplatzierungen (Jahr, Titel, Album, Platzierungen, Wochen, Auszeichnungen, Anmerkungen) | Höchstplatzierung, Gesamtwochen, AuszeichnungChartplatzierungen (Jahr, Titel, Album, Platzierungen, Wochen, Auszeichnungen, Anmerkungen) | Höchstplatzierung, Gesamtwochen, AuszeichnungChartplatzierungen (Jahr, Titel, Album, Platzierungen, Wochen, Auszeichnungen, Anmerkungen) | Höchstplatzierung, Gesamtwochen, AuszeichnungChartplatzierungen (Jahr, Titel, Album, Platzierungen, Wochen, Auszeichnungen, Anmerkungen) | Anmerkungen                                                |
| Jahr | Titel Album                   | DE | AT | CH | SE | Anmerkungen                                                |
| ---- | ----------------------------- | --- | --- | --- | --- | ---------------------------------------------------------- |
| 2011 | Hearts in the Air Saade Vol.1 | — | — | — | SE2 (15 Wo.)SE | Erstveröffentlichung: 10. Juni 2011 (mit Eric Saade)       |
| 2012 | Single Ladies The Original    | DE41 (15 Wo.)DE | AT45 (6 Wo.)AT | CH1 (33 Wo.)CH | — | Erstveröffentlichung: 6. März 2012 (mit Remady & Manu-L)   |
| 2015 | Livin’ la vida 1+1=3          | — | — | CH46 (1 Wo.)CH | — | Erstveröffentlichung: 24. April 2015 (mit Remady & Manu-L) |

### Weitere Veröffentlichungen
Kompilationen
- 2011: Global Attack Mixtape, Vol. 2

Mixtapes
- 2008: The Smoke Mixtape
- 2009: Same Blood Compilation (feat. Same Blood Boyz)
- 2009: European Hustle

Singles
- 2008: Lookie Lookie
- 2008: Pretty Boy
- 2009: My Window (feat. Yaiya)
- 2009: Head in the Sky
- 2010: Far Away
- 2010: Where You Wanna Go (Mischa Daniels feat. J-Son)
- 2011: TAG (Lazee feat. Madcon, J-Son & Julimar)
- 2011: Destination Sky (feat. Jason Gill)
- 2011: Stop Me (feat. EllyEve)
- 2011: Bonjour (feat. Elji BeatzKilla & Lazee)
- 2011: Sky Falls Down (Eric Saade feat. J-Son)
- 2011: Remedy (feat. Salem Al Fakir)
- 2012: Mr Feelgood
- 2012: Simple Man (Mischa Daniels & Sandro Monte feat. J-Son)
- 2012: Match Me (Timati & J-Son)
- 2016: Cigarette (Penthox feat. Madcon & Julimar Santos)